# وشم رزوق
وشم رزوق هو صالون وشم يقع في القدس ويقدم بشكل أساسي خدمات الوشم للحجاج المسيحيين يُعرف هذا الصالون بأنه أقدم صالون للوشم في العالم، وهو مملوك لعائلة رزوق المسيحية القبطية. وقد بدأت العائلة ممارسة فن الوشم في القرن الرابع عشر في مصر، ثم هاجرت إلى القدس في القرن الثامن عشر.

## خلفية
لقد تم توثيق تقليد حصول الحجاج المسيحيين على الوشم التذكاري منذ القرن الثامن الميلادي. وفي المسيحية القبطية على وجه الخصوص، كان الوشم يُستخدم غالبًا لتحديد هوية الشخص كمسيحي - على غرار ارتداء صليب أو قلادة صليب.:27 ويُعتقد أن الممارسة القبطية المحددة المتمثلة في رسم صليب صغير على الجانب الداخلي من المعصم الأيمن ربما نشأت من العادات الإثيوبية، وكانت بمثابة طريقة لتحديد الهوية العرقية والدينية في المجتمع ذي الأغلبية المسلمة.:30 وكان يُنظر إلى هذا الوشم على أنه تذكير دائم وتأكيد قوي لإيمان الشخص، وطريقة تجعل الارتداد عن المسيحية أمرًا صعبًا للغاية.:30 وقد بدأ الصليبيون في الحصول على الوشم كتذكار لفترة إقامتهم في الأرض المقدسة. وفي القرن السابع عشر، وثّق كل من يوهان لوند وويليام ليثجو حصول الزوار على الوشم كعلامة لرحلتهم الدينية. وبحلول القرن العشرين، أصبح من المتوقع اجتماعيًا بقوة أن يحصل المسيحيون الأقباط على وشم الحج حتى يُعتبر حجهم مقبولًا وصحيحًا. :xii
تقدر عائلة رزوق أنهم يعملون في فن الوشم منذ 27 جيلًا، أو حوالي 700 عام.  انتقلت العائلة، التي كانت في الأصل من مصر، إلى القدس في القرن الثامن عشر، وانضمت إلى مجتمع صغير من المسيحيين الأقباط.:xi في البداية قاموا بوضع الوشم على الزبائن في ساحات الكنائس قبل الحصول على واجهة متجرهم الحالية. كان جيرسويس رزوق، وهو قس قبطي، هو الممارس الأساسي للعائلة في ذلك الوقت، واستقر في القدس عام 1750. قبل حرب عام 1948 بين العرب وإسرائيل، قامت عدة عائلات أخرى بتوفير الوشم للحجاج في القدس وبيت لحم ويافا؛ وتعتبر عائلة رزوق هي العائلة الوحيدة المتبقية التي تمارس الوشم بعد تأسيس دولة إسرائيل الحديثة.

## عملية

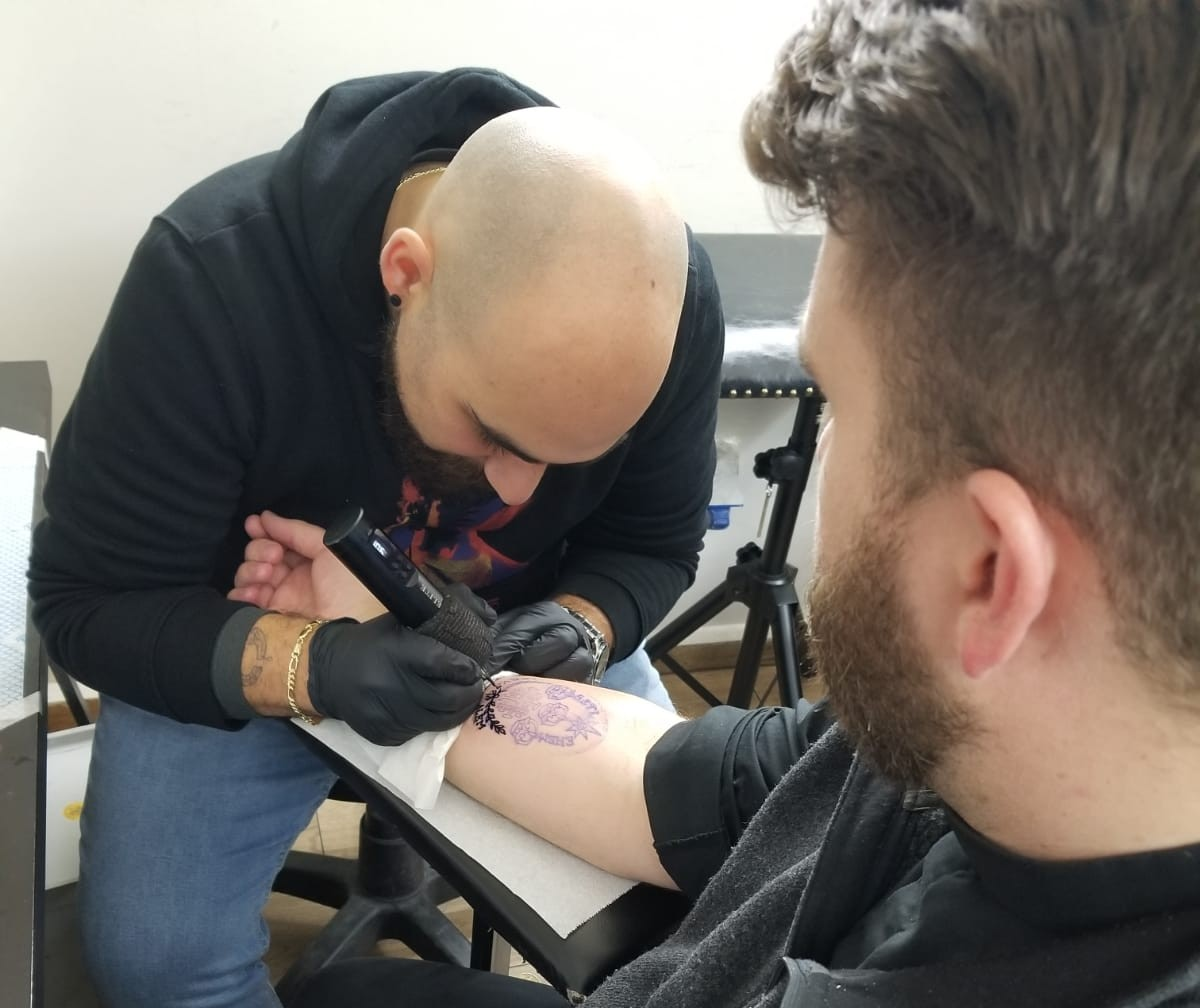
شماس كاثوليكي يتلقى وشمًا في رزوق

يستخدم صالون رزوق كتلًا خشبية محفور عليها صور للوشم، تعمل بمثابة كتالوج وقالب مؤقت. يتم وضع الحبر على القالب الخشبي، ثم يُضغط القالب على الجلد، تاركًا أثرًا من الحبر يرشد الفنان أثناء عملية الوخز بالإبرة. ::xii هذه الكتل مصنوعة من خشب الزيتون المتين.:xiii ووفقًا لعائلة رزوق، يعود تاريخ بعض هذه الكتل إلى القرن السابع عشر الميلادي؛ وتحمل إحدى الكتل نقشًا لتاريخ 1749 بالخط الأرمني القديم.:xxv وبينما كان لدى العائلة في الأصل أكثر من 140 تصميمًا مختلفًا، لم يتبق منها سوى حوالي 80 تصميمًا، في حين فُقدت التصميمات الأخرى أو أصبحت الآن جزءًا من مجموعات المتاحف. وقد تم توثيق هذه الكتل في كتاب صدر عام 1958 للمؤلف جون كارسويل من الجامعة الأمريكية في بيروت. الوشم التقليدي للحاج المسيحي هو رسم صليب صغير على معصم اليد اليمنى. ويمكن للحجاج الذين يزورون القدس عدة مرات الحصول على وشم آخر على معصمهم الأيسر أيضًا. وتشمل التصميمات الأخرى صورًا للسيدة العذراء مريم ومشهد الصلب، أو صليب القدس المميز، أو القديس جورج وهو يقتل التنينالأسطوري. وفي القرن العشرين، كانت هناك ممارسة شائعة تتمثل في حصول النساء العذارى على تصميم البشارة كنوع من الصلاة من أجل الخصوبة والإنجاب.:xix
أن غالبية زبائن صالون رزوق هم من المسيحيين (نظرًا لأن الوشم يُعتبر تقليديًا حرامًا في الإسلام ومحظورًا في اليهودية)، إلا أن بعض الشباب اليهود والمسلمين الفلسطينيون يترددون عليه أيضًا. افتتح صالون رزوق فرعًا جديدًا في عام 2022 بتصميم عصري على الطراز الغربي في القدس الغربية بهدف تلبية احتياجات السكان الذين يرغبون في الحصول على وشم ذي طابع أكثر حداثة، وهو منفصل عن الموقع الأكثر تقليدية الذي يركز على الحجاج بالقرب من بوابة يافا.
من بين الشخصيات البارزة التي حصلت على وشم من صالون رزوق هيلا سيلاسي - آخر إمبراطور لإثيوبيا - والأب مايك شمتز، مقدم برنامج البودكاست الشهير الكتاب المقدس في عام. كما قام رزوق أيضًا بعمل وشم لأعضاء فرقة البوب الأمريكية ون ريبوبليك، بالإضافة إلى القس الإنجيلي مات تشاندلر. ويُعتقد أن صالون رزوق ربما قام بوشم للأمير ألبرت إدوارد (الذي أصبح لاحقًا الملك إدوارد السابع)، والأمير ألبرت فيكتوروالأمير جورج (الذي أصبح لاحقًا الملك جورج الخامس). وحصل المئات من جنود الحلفاء على وشم خلال الحرب العالمية الثانية. اعتبارًا من 2013 تشير إلى أن صاحب الصالون كان يقوم بوشم ما بين 300 إلى 400 حاج سنويًا، بينما كان أفراد آخرون من العائلة يقومون بوشم عدد إضافي من الزبائن، وكانوا يتوجهون أحيانًا إلى الفنادق لتلبية الطلب المتزايد. وتُقرموسوعة غينيس للأرقام القياسية بأن صالون رزوق هو أطول شركة وشم تعمل باستمرار في العالم.
تقوم شركة وشم رزوق بترخيص علامتها التجارية وتصميمات الطوابع الخشبية الخاصة بها لفناني الوشم الآخرين في جميع أنحاء العالم. ويتطلب الحصول على هذا الترخيص أن يكون الفنان مسيحيًا وأن يقضي عدة أسابيع في صالون وشم رزوق في القدس لتعلم كيفية استخدام الطوابع وتاريخها وأهميتها الثقافية والدينية. ويعمل فنانون مرخصون حاليًا في المملكة المتحدة وإيطاليا وهولندا وأيرلندا وفرنسا والولايات المتحدة.

## قراءة إضافية
- Link، Madeline (31 أكتوبر 2023). "قلوبٌ مُتحوّلة، أجسادٌ مُتحوّلة: وشم الحجّ المسيحيّ كنتيجةٍ لعمليةٍ طقسيّة". مجلة حياة الكنيسة. University of Notre Dame. مؤرشف من الأصل في 2024-08-22.
- Levy، Mottie؛ Lewy، Mordechay (2000). "לתולדות הקעקוע הירושלמי בקרב צליינים מאירופה" [نحو تاريخ علامات الوشم في القدس لدى الحجاج الغربيين]. كاتيدرا: لتاريخ أرض إسرائيل وييشوفها (بالعبرية) ع. 95: 37–66. ISSN:0334-4657. JSTOR:23404596.

## روابط خارجية
- الموقع الرسمي